# 斯皮克鎮區 (密歇根州)
斯皮克鎮區（英語：Speaker Township）是位於美國密歇根州薩尼拉克縣的一個行政鎮區。

## 地方資料
斯皮克鎮區的面積為89.50平方千米，當中陸地面積為89.50平方千米，而水域面積為0.00平方千米。根據2020年美國人口普查的數據，當地共有人口1343人，而人口密度為每平方千米15.01人。